# Bray (Berkshire)
Bray è un villaggio e parrocchia civile dell'Inghilterra, appartenente alla contea del Berkshire.